# Blennodia
Blennodia é um género botânico pertencente à família Brassicaceae.